# Gabriel-Clément Brunet
Gabriel-Clément Brunet né à Avignon le 21 septembre 1835 et mort dans la même ville le 9 avril 1869 est un sculpteur français. 

## Biographie
Gabriel-Clément Brunet est né à Avignon le 21 septembre 1835. Il remporte, en 1853, le prix de dessin fondé par Esprit Calvet. Le musée Calvet d'Avignon conserve son portrait en caricature et une esquisse représentant David prêt à combattre Goliath. 
Il meurt le 9 avril 1869 en son domicile, au no 7, rue Puits Trois Carrés à Avignon.